# Ironmouse
Ironmouse，在華語圈中又稱作鐵鼠，於2017年出道的波多黎各VTuber與Twitch實況主，YouTuber經紀公司VShojo的創始成員之一。2024年，她成為Twitch頻道上追隨者人數最高的主播。

## 生涯
Ironmouse原先計劃成為歌劇歌手，但後來被診斷出患有一般變異性免疫缺乏症（CVID），一種會使患者極易感染其他疾病，且需長期臥病在床的自體免疫性疾病，她的病情在2020年COVID-19大流行開始後更越發加劇。在2017年，Ironmouse開始轉行當實況主，原因是「很孤獨，想做點事」，但又不願在網上露真容，後來她受到第一個自稱「虛擬YouTuber」的日本YouTuber絆愛的啟發，從而決定使用虛擬化身直播，以隱藏中之人的身份。
在發現越來越多人稱自己是像絆愛那樣的VTuber後，Ironmouse也開始以此身份自居。她認為其虛擬形象是個人外表性格的延伸，並稱之為「更大版本的我」，與超級英雄服裝無甚差別，初始形象是一位留著粉紅色短髮，帶紫色挑染且綁著雙馬尾的惡魔少女，她曾經在直播中打趣地表示「噢，沒錯，我就是惡魔」，而這之後也成為了其背景故事的根基。Ironmouse獨特且高亢的說話聲線為CVID的併發症所致，有些人因其聲線而拒絕認真對待她，也有部分實況主對其沒開變聲器感到訝異。2020年12月Ironmouse的虛擬形象由Rosuuri重新設計，並在2021年5月正式啟用。
乘著VTuber等直播主的流量趨勢，Ironmouse在Twitch上的追隨者數目在2020及2021年開始逐漸攀升，她的直播收入也不斷增加，甚至足以支付得起更高品質的醫療服務。也因如此，病情的改善使其能夠更有規律地進行長時間直播。在2020年11月，Ironmouse成為新成立的美國英語向VTuber經紀公司VShojo的創始成員之一，同時加入的還有Nyanners、Veibae和Projekt Melody等虛擬直播主，她也經常與威爾斯YouTuber CDawgVA合作。
2022年2月，Ironmouse舉辦了一場不間斷的「訂閱者直播馬拉松」（Subathon），只要觀眾付費訂閱或以其他方式向頻道捐款，倒數計時便會延長。直播內容包括玩遊戲、雜談和「一起看影片」（Watchalong）等，諸如CDawgVA和VShojo的同僚等人亦有露面助興，即使在她睡著的時候，直播仍然繼續。直播馬拉松直到同年3月7日才結束，總共持續了一個月。憑此，Ironmouse成為Twitch上訂閱人數最多的女實況主，並且直播結束時擁有最多的活躍訂閱者，達172,000人次，但仍分別少於ludwig和Ninja創下的28萬及27萬訂閱者紀錄。根據StreamElements和Rainmaker的數據，Ironmouse是2022年2月Twitch上第八高觀看數的主播，是該平台有史以來首位打進每月前十觀看數的VTuber。當被問及對直播馬拉松有何想法時，她表示：「這是我唯一一次不感到孤獨，因為我總覺得有人（觀眾）在身邊。這是我很長時間以來感到的最不孤獨的一次」。
2023年，ironmouse獲得遊戲大獎「年度最佳內容創作者」獎項，成為第一位獲得此獎的虛擬up主。
2025年7月22日，Ironmouse宣布退出VShojo，並且指控該公司除了拖欠款項之外，並且侵占於一年多前在實況馬拉松上舉辦募款以用於捐給美國免疫缺乏基金會的款項，金額達到50萬美元，她同時也表示已經準備好法律團隊進行訴訟。

### YouTube
自2017年9月以來，Ironmouse便在YouTube上傳影片，其中大部分為其Twitch直播的剪輯片段。她還在2020年11月和2021年2月分別增設兩個次要頻道；IRONMOUSE VODS，收錄其Twitch直播的一刀不剪錄像，以及供其上傳一分鐘或更短的精華片段的IronMouse's Shorts。其中主頻道和Vods由「Mudan」托馬斯·里斯穆斯（Toomas Liismus）管理，而Shorts則由「XxShinobazuxX」邁爾斯·瓦爾登（Miles Walden）和Flask GG經手。
2020年9月，Ironmouse主頻道的訂閱數突破10萬，獲得「銀盾」認證。

## 獲得獎項與提名
| 年份 | 獎項       | 類別             | 結果 | 來源   |
| ---- | ---------- | ---------------- | ---- | ------ |
| 2022 | 實況主大獎 | 最佳VTuber實況主 | 提名 | [ 29 ] |

## 外部連結
- Ironmouse的Twitch频道
- YouTube上的Ironmouse頻道
- Ironmouse的X（前Twitter）